# Rosie the Riveter

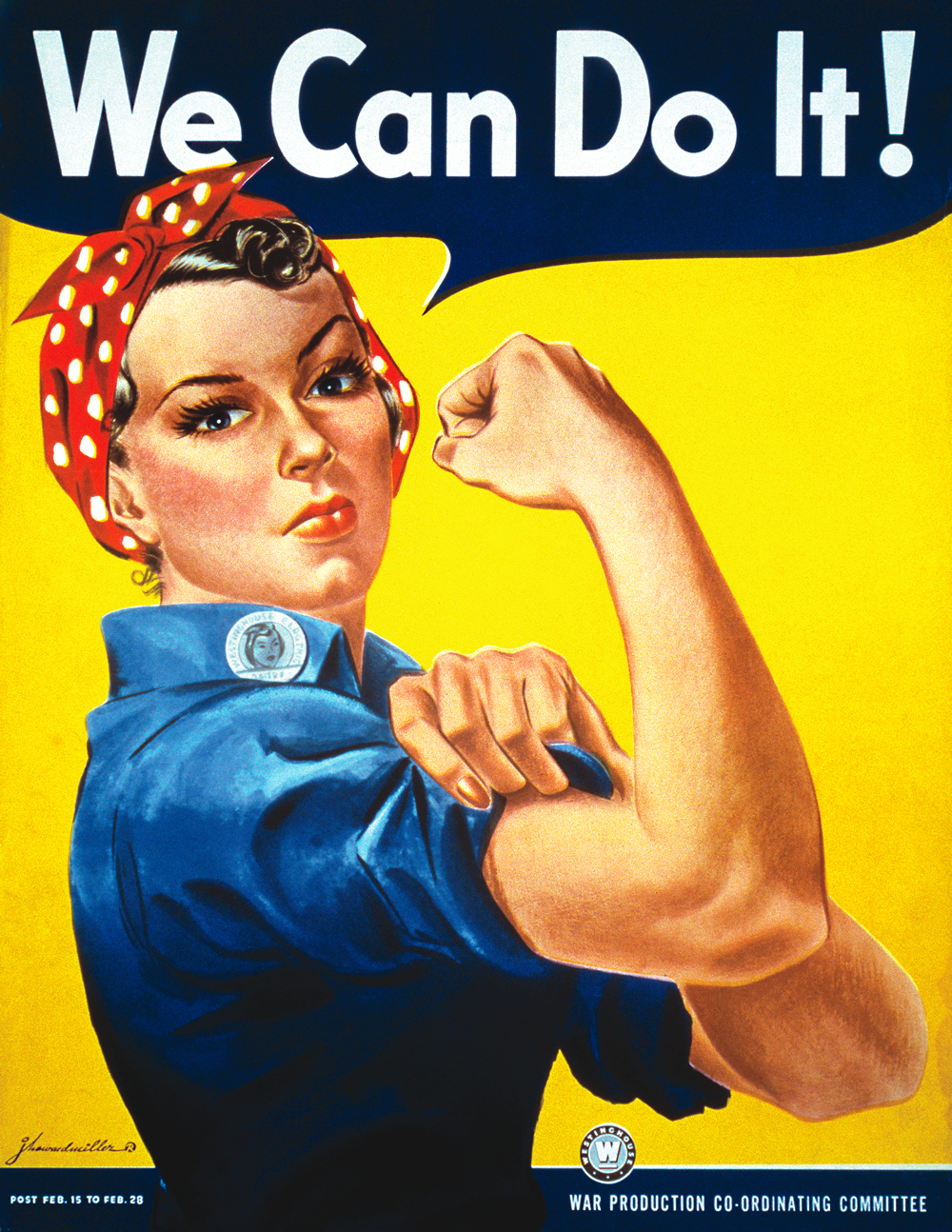
We Can Do It!, cartaz de
J. Howard Miller destinado estimular os empregados da Westinghouse para o trabalho.

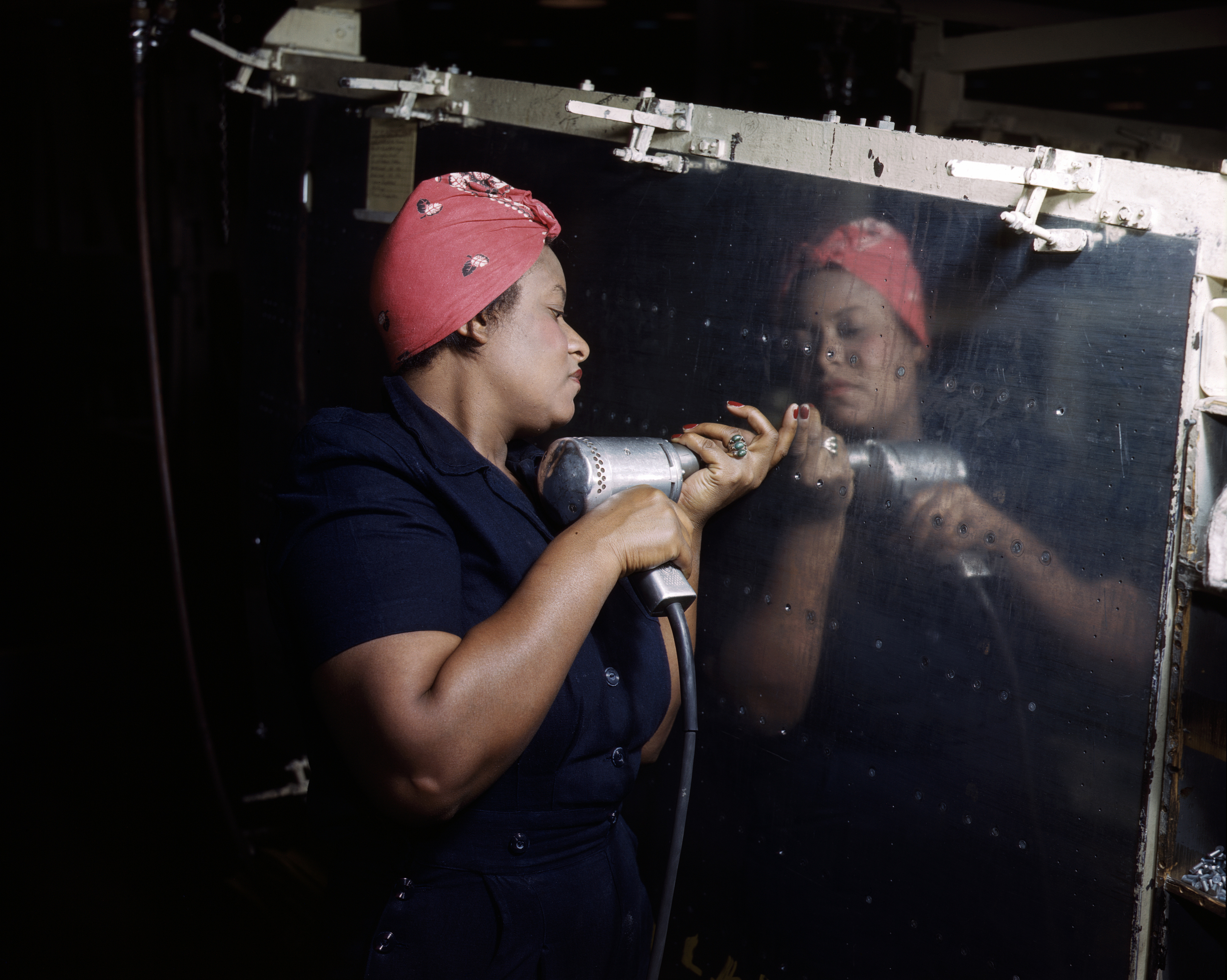
Uma mulher Rosie Rebitadeira numa fábrica em Vultee-Nashville, no Tennessee, em 1943.

Rosie the Riveter (em português, "Rosie, a rebitadeira") é um ícone cultural dos Estados Unidos da América que representa as mulheres americanas que, durante a Segunda Guerra Mundial, trabalharam em estaleiros e fábricas, produzindo armas, munições e suprimentos, substituindo os homens que haviam partido para a teatro de guerra.  Na época, o trabalho na indústria era inteiramente novo para muitas dessas mulheres. Durante a guerra, imagens de trabalhadoras apareceram em outros países, como a Grã-Bretanha e a Austrália,  em cartazes de propaganda muito difundidos pelos governos para estimular as mulheres ao trabalho voluntário nas fábricas. Rosie the Riveter foi também  tema e título de uma canção e de um filme de Hollywood.
A partir dos anos 1980, 'Rosie' foi identificada com a imagem  do cartaz  We Can Do It!, peça criada pelo artista gráfico  J. Howard Miller, a serviço da Westinghouse, embora, na época de sua criação, o cartaz nada tivesse a ver com o empoderamento feminino. Tratava-se de um cartaz motivacional, de divulgação restrita à Westinghouse e que visava estimular os empregados a trabalhar mais intensamente no período da guerra. Somente no início da década de 1980 o cartaz foi redescoberto e passou a ser identificado com o ícone Rosie the Riveter,  um símbolo da força de trabalho feminina durante o esforço de guerra.
Por muito tempo acreditou-se que a ilustração tivesse sido baseada em uma foto da modelo Geraldine Doyle, que durante o breve período, em 1942, trabalhou como operária da American Broach & Machine Co. Todavia, evidências mais recentes mostraram ter havido um erro na identificação daquela foto, e que a retratada não fora Geraldine Doyle e sim a operária Naomi Parker (depois Fraley), que então trabalhava na Base Aeronaval de Alameda, na Califórnia. Naomi faleceu aos 96 anos, em 20 de janeiro de 2018, menos de dois anos depois de ter sido finalmente reconhecida como a moça da foto que inspirou o cartaz.

## A história do cartaz da Westinghouse
Em 1942, um artista de Pittsburgh,  J. Howard Miller, foi contratado pela comissão de Coordenação de Produção de Guerra da Westinghouse  para criar uma série de cartazes para o esforço de guerra. Um desses cartazes, We Can Do It!, continha uma imagem que, várias décadas depois, seria identificada com a icônica Rosie the Riveter, o que jamais ocorrera até então. Acredita-se que Miller tenha baseado seu cartaz em uma fotografia da United Press International retratando uma jovem operária, a qual foi erradamente identificada como Geraldine Doyle. Mais tarde, descobriu-se que a operária na foto era, na verdade, Naomi Parker Fraley.
O cartaz We Can Do It! foi exibido, apenas para os empregados da Westinghouse no Meio-Oeste dos Estados Unidos, durante duas semanas, em fevereiro de 1943, e depois desapareceu por décadas. Durante a guerra, o nome de Rosie  não era associado à imagem do cartaz, cujo propósito também não era o de recrutar mulheres para o trabalho e sim o de fazer propaganda motivacional voltada aos empregados, de ambos os sexos, da Westinghouse.
Foi somente muito mais tarde, no início dos anos 1980, que o cartaz de Miller foi redescoberto e se tornou famoso, passando a ser associado  a Rosie the Riveter.